# Machine Shop Recordings
Machine Shop Recordings是華納兄弟唱片旗下的一個品牌（imprint），由聯合公園（Linkin Park）樂團成員布萊德·達爾森和麥克·篠田（Mike Shinoda）發起。這個品牌原本稱為「The Shinoda Imprint」，以麥克的姓氏為名，但於2004年其他成員加入之後改名。目前麥克和布萊德以製作人和A&R的身分經營唱片公司。
目前 Machine Shop Recordings 旗下有六位（組）歌手或樂團：
- 黑暗堡壘
- Styles of Beyond
- Holly Brook
- 聯合公園（部份合約）
- Army of Anyone（部份合約）
- Alexa Ray Joel（部份合約）

曾與 Machine Shop Recordings 簽約的歌手或樂團：
- Simplistic
- The Rosewood Fall（停止活動）
- No Warning（停止活動）

此外唱片公司也有行銷部門（Machine Shop Marketing）幫助多組樂團進行宣傳活動，包含蟑螂老爹（Papa Roach）、威瑟樂團（Weezer）、史丹樂團（Staind）等。

## 外部連結
- 官方網站 （页面存档备份，存于）
- Machine Shop Marketing （页面存档备份，存于）